# Тангуар-Гаор

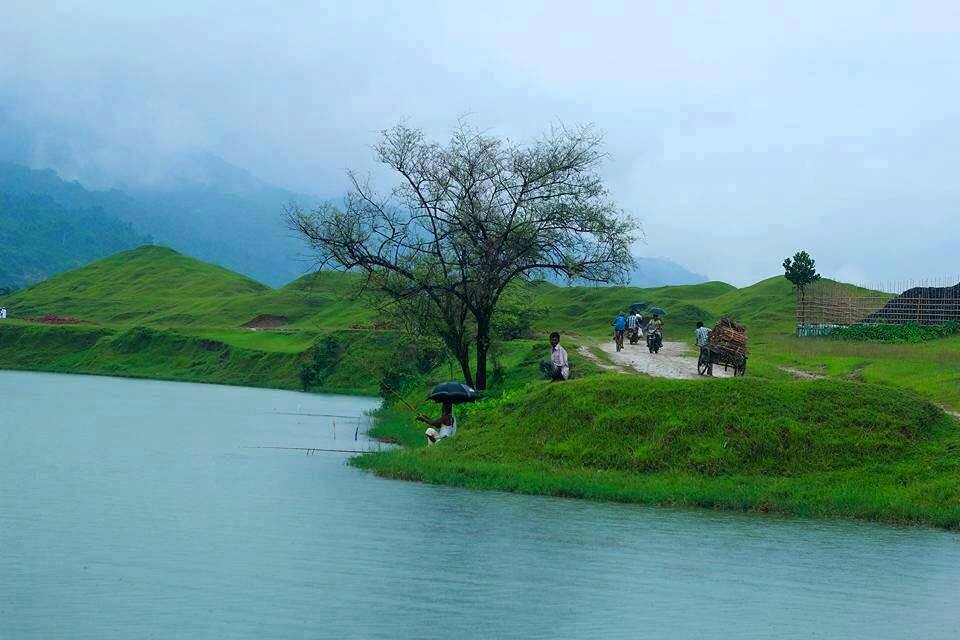
Тангуар Хаор (бенгальською: টাঙ্গুয়ার হাওর), (також називається Тангуа хаор), розташований в упазілах Дхармапаша і Тахірпур району Сунамгандж в Бангладеш.

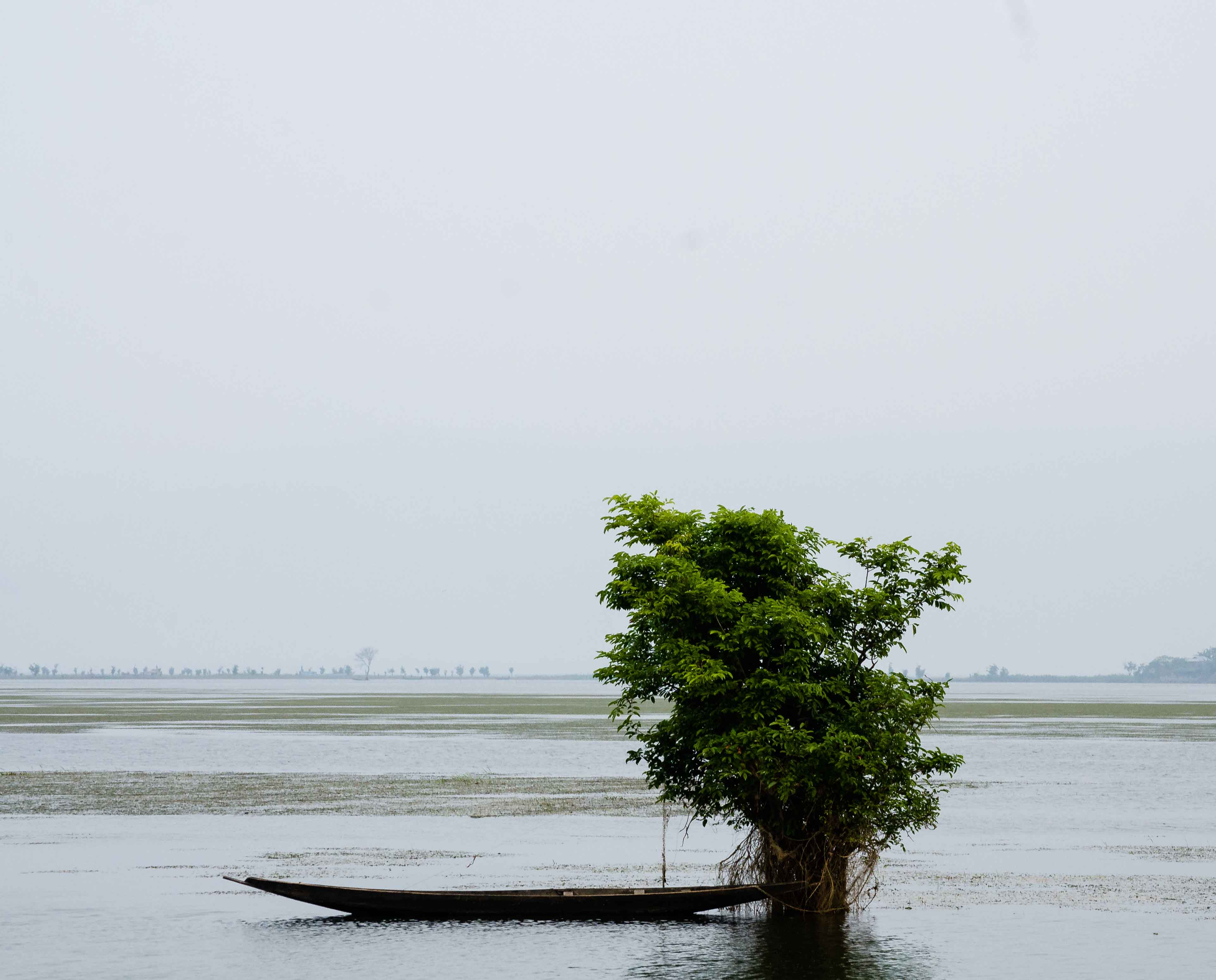
Тангуар Хаор, Сунамгандж, Бангладеш. Одна з найбільших акваторій країни та одне з найдивовижніших місць для відвідування.

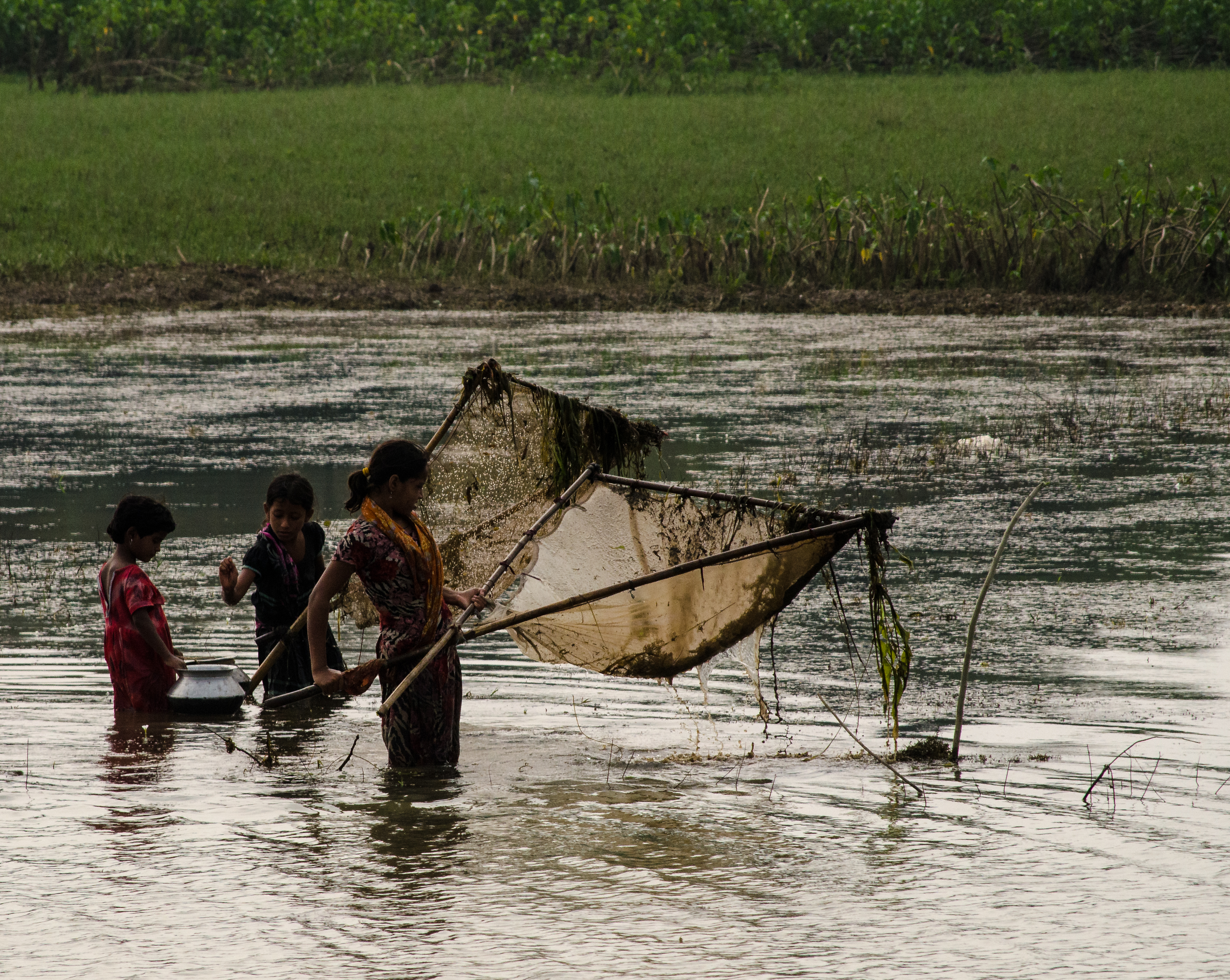
Місцеві діти ловлять рибу в озері Тангуар

25°09′00″ пн. ш. 91°04′00″ сх. д. / 25.15° пн. ш. 91.066666666667° сх. д.
Тангуар Хаор (бенг. টাঙ্গুয়ার হাওর) — унікальна водно-болотна екосистема національного значення, розташована в упазілах Дхармапаша і Тахірпур району Сунамгандж в Бангладеш, яка потрапила в міжнародний центр. Площа Тангуар-Хаор, включаючи 46 сіл у межах хаора, становить близько 100 квадратних кілометрів (39 миля2), з яких 2802,36 га2 є водно-болотними угіддями. Це джерело засобів до існування для понад 40 тисяч людей. У 1999 році Бангладеш оголосив її екологічно критичною територією, враховуючи її критичний стан через надмірну експлуатацію її природних ресурсів.
Щозими хаор є домом для близько 200 видів перелітних птахів. У 1999—2000 роках уряд заробив 7 073 184 бо дохід лише від рибальства хаора. У хаорі водиться понад 140 видів прісноводних риб. Серед них переважають: ayir, Кот риба, baim, tara, gutum, gulsha, tengra, titna, garia, beti, kakia. Гуллі, балуа, бан тулсі, налхагра та інші прісноводні водно-болотні дерева ростуть у цьому хаорі.
Такі види рослин, як Hizol (Barringtonia acutangula), Clematis cadmia, Crataeva nurvala, Euryale ferox, Nelumbo nucifera, Ottelia alismoides, Oxystelma secamone var. присутні види secamone, Pongamia pinnata, Rosa clinophylla та Typha.